# Dacanggai
Dacanggai (kinesiska: 大仓盖, 大仓盖镇) är en köping i Kina. Den ligger i provinsen Hebei, i den norra delen av landet, omkring 150 kilometer nordväst om huvudstaden Peking.
Genomsnittlig årsnederbörd är 625 millimeter. Den regnigaste månaden är juli, med i genomsnitt 147 mm nederbörd, och den torraste är december, med 4 mm nederbörd.